# Donjeux (Alta Marna)
Donjeux è un comune francese di 414 abitanti situato nel dipartimento dell'Alta Marna nella regione del Grand Est.

## Società

### Evoluzione demografica
Abitanti censiti